# Пресич Олександр Силович
Олекса́ндр Си́лович Пре́сич (* 27 серпня (9 вересня) 1909, станція Погранична, тепер Китай — † 20 квітня 1981, Одеса) — український диригент. Заслужений діяч мистецтв УРСР (1967).

## Біографія
Олександр Силович Пресич народився 27 серпня (9 вересня за новим стилем) 1909 року на станції Погранична, тепер Китай. 1934 року закінчив Київський музично-драматичний інститут імені Миколи Лисенка.
Очолював симфонічні оркестри: у 1934–1935 роках — у Кам'янці-Подільському, у 1935–1940 роках — у Запоріжжі. 1934 року в Кам'янці-Подільському розпочав педагогічну діяльність — працював викладачем духових інструментів музичного технікуму імені Миколи Лисенка .
Перед війною Олександр Силович працював в оркестрі Київського оперного театру. Коли німці наступали, Пресича, як молодого диригента, залишили в Києві для евакуації майна театру. Проте сім'я Пресичів не встигла покинути столицю. Донька Маргарита так згадувала цей період: «Пам'ятаю багато страшних картин і епізодів війни. Крик мами, коли тато, якого незадовго до цього оголосили загиблим, повернувся» .
У 1946–1947 роках Пресич працював диригентом Львівського театру опери та балету. У 1947–1964 роках очолював симфонічний оркестр в Одесі.
У 1964–1971 роках Пресич був головним диригентом Донецького театру опери та балету. 1967 року Олександрові Силовичу надали звання «Заслужений діяч мистецтв УРСР».
1971 року повернувся в Одесу й останні десять років життя — у 1971–1981 роках — був головним диригентом оперної студії Одеської консерваторії.
Олександра Пресича нагороджено орденом Трудового Червоного Прапора, медалями.
Дружина Ганна Пресич була солісткою-вокалісткою Одеської філармонії. Їхня дочка Маргарита Пресич — актриса Одеського українського музично-драматичного театру імені Василя Василька.
В одному з інтерв'ю Маргарита Пресич розповіла :
| «В моїй книжковій шафі стоїть татова фотографія, біля неї невеличка книжка „Про мистецтво жити гідно“. Ці слова, можна сказати, епіграф до батькового життя. Він був дуже талановитий музикант, але надто скромний і трудоголік, чесний, безкомпромісний. Ніколи не прагнув слави. Я щаслива тим, що виросла в цій родині. У нас вдома була царицею музика, панувала атмосфера відданості мистецтву». |
Ізраїльський музикант Леві Шаар, який навчався в Одеській консерваторії, дав таку характеристику диригентові: 
| Пресич — людина найдобріша, мужня й терпляча. Головна ж його якість — працездатність. Саме цю якість він ненав'язливо розвивав у своїх учнях. Він сам переписував всі партії оркестру та штрихи струнників, щоб краще знати «дрібниці», без яких не може бути нормальної репетиційної роботи. Усі професійні тонкощі інструментів у всіх групах він знав напам'ять і міг говорити про це годинами. Любив він запрошувати до себе учнів і разом з ними слухати музику, розмірковуючи про стиль, про виконавство, про трактування. |
Помер Олександр Пресич 20 квітня 1981 року в Одесі на 72-му році життя.

## Творчість
Серед вистав, здійснених за участю Пресича, опери:
- «Дон Карлос», «Ріголетто», «Аїда» Джузеппе Верді,
- «Фауст» Шарля Гуно,
- «Князь Ігор» Олександра Бородіна,
- «Мазепа», «Євгеній Онєгін» Петра Чайковського,
- «Семен Котко» Сергія Прокоф'єва,
- «Тихий Дон» Івана Дзержинського.

У сезоні 1942/43 років у Києві був диригентом постановки опери «Травіата» Джузеппе Верді .
Пресич також здійснював концертну діяльність. Він, зокрема, керував виконанням 9-ї симфонії Бетховена за участю капели «Думка», «Реквієму» Верді за участю капели «Трембіта».